# زیرمله
زیرمله، روستایی است از توابع بخش بوشکان در شهرستان دشتستان استان بوشهر ایران.

## جمعیت
این روستا در دهستان پشتکوه قرار داشته و براساس سرشماری سال ۱۳۸۵ جمعیت آن ۹۹نفر (۱۸خانوار) می‌باشد.